# 전자지급결제대행서비스
전자지급결제대행서비스(Payment Gateway)는 온라인 상점에서 상품과 서비스 판매 시, 고객이 신용카드 및 다양한 결제수단을 이용하여 안전하게 결제할 수 있도록 지원하는 서비스이다.
PG사는 PG를 서비스하는 회사로 본 결제수단을 제공하는 PG사와 전문적인 목적에 특화된 PG사로 나눈다.

페이앱 - 전자금융업자인 UDID가 서비스하는 PG서비스로 온라인결제와 페이앱을 통한 오프라인결제를 동시에 지원